# Нерыхлевский, Войцех
Войцех Нерыхлевский (пол. Wojciech Nierychlewski CSMA; 20 апреля 1903, Домбровице, Лодзинское воеводство — 7 февраля 1942, концлагерь Освенцим, Верхняя Силезия) — блаженный Римско-католической церкви, священник, монах, мученик.

## Биография
28 сентября 1923 года Войцех Нерыхлевский вступил в новициат мужской монашеской конгрегации святого Архангела Михаила. 8 декабря 1924 года Войцех Нерыхлевский принял монашеские обеты. После окончания обучения на теологическом факультете Ягеллонского университета 20 июля 1932 года был рукоположён в священника, после чего исполнял обязанности префекта в монашеском доме конгрегации святого Архангела Михаила в Кракове.
После начала оккупации Польши осенью 1939 года отвечал за деятельность подпольного издательства «Powściągliwość i Praca», за что был арестован гестапо. В начале 1942 года был отправлен в концентрационный лагерь Освенцим, где был казнён 7 февраля 1942 года.

## Прославление
13 июня 1999 года Войцех Нерыхлевский был беатифицирован Римским папой Иоанном Павлом II в группе 108 блаженных польских мучеников.
День памяти в Католической церкви — 12 июня.